# Rudolf Winternitz
Rudolf Winternitz (24. září 1882 Mladá Vožice – 16. října 1944 koncentrační tábor Auschwitz-Birkenau), byl pražský židovský architekt. Jím projektované stavby nejsou nápadné, ale vždy jsou do detailu precizně provedeny.

## Život
Vystudoval Německou vysokou školu technickou v Praze. Dne 4. září 1942 byl odeslán transportem Bd do Terezína; dne 16. října 1944 byl přemístěn transportem Er do koncentračního tábora Auschwitz-Birkenau, kde zahynul.

## Dílo
- 1928–1929 Penzion s tělocvičnou, Praha 1 - Staré Město, č. p. 731, Haštalská 20
- 1934 Josef Opatrný, továrna na benzín a oleje, Praha 10 - Strašnice, č. p. 1226, U trati 42, spolu s Františkem Magnuskem[3]
- 1934 Činžovní dům s obchodními prostory, Praha 7 - Holešovice č. p. 429, Tusarova 35, spolu s Františkem Magnuskem[4]